# Нікітинська (Виноградовський район)
Нікітинська (рос. Никитинская) — присілок в Виноградовському районі Архангельської області Російської Федерації.
Населення становить 4 особи. Органом місцевого самоврядування до 2021 року було Рочегодське муніципальне утворення.

## Історія
Від 1937 року належить до Архангельської області.
Від 2004 року належить до муніципального утворення Рочегодське муніципальне утворення.

## Населення
| 2002 | 2010 | 2012 |
| ---- | ---- | ---- |
| 0    | ↗5   | ↘4   |